# Somerset (Wisconsin)
Somerset és una població dels Estats Units a l'estat de Wisconsin. Segons el cens del 2000 tenia 1.556 habitants.

## Demografia
Segons el cens del 2000, Somerset tenia 1.556 habitants, 635 habitatges, i 391 famílies. La densitat de població era de 326,5 habitants per km².
Dels 635 habitatges en un 39,4% hi vivien nens de menys de 18 anys, en un 40,8% hi vivien parelles casades, en un 14,3% dones solteres, i en un 38,4% no eren unitats familiars. En el 26,8% dels habitatges hi vivien persones soles el 8,2% de les quals corresponia a persones de 65 anys o més que vivien soles. El nombre mitjà de persones vivint en cada habitatge era de 2,45 i el nombre mitjà de persones que vivien en cada família era de 2,99.
Per edats la població es repartia de la següent manera: un 30,1% tenia menys de 18 anys, un 13,4% entre 18 i 24, un 36,8% entre 25 i 44, un 12,9% de 45 a 60 i un 6,9% 65 anys o més.
L'edat mediana era de 27 anys. Per cada 100 dones de 18 o més anys hi havia 94,8 homes.
La renda mediana per habitatge era de 45.194 $ i la renda mediana per família de 47.426 $. Els homes tenien una renda mediana de 36.827 $ mentre que les dones 25.605 $. La renda per capita de la població era de 19.170 $. Aproximadament el 6,3% de les famílies i el 7,3% de la població estaven per davall del llindar de pobresa.

## Poblacions més properes
El següent diagrama mostra les poblacions més properes.